# 林鵞峰

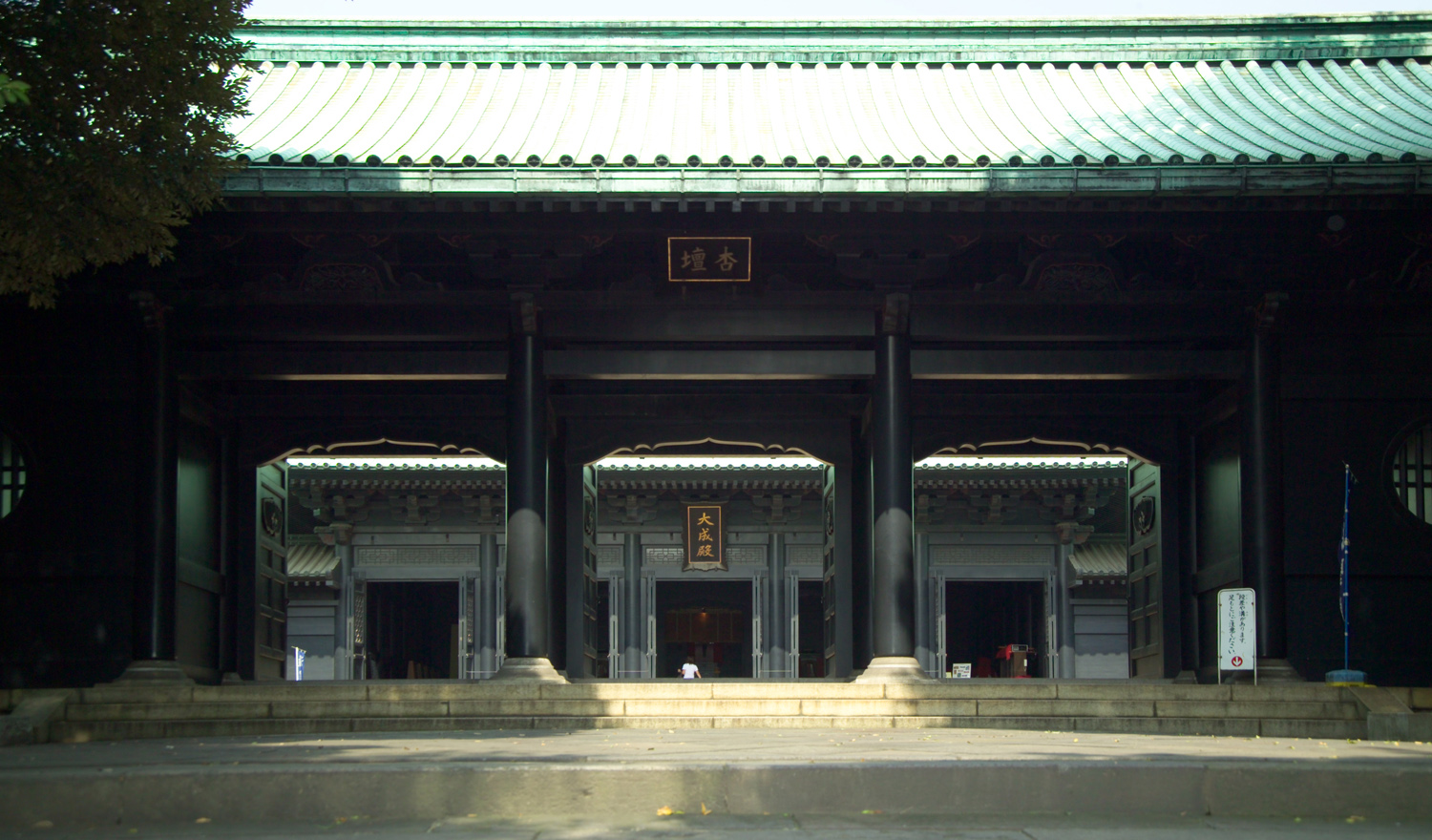
林鵞峰

林 鵞峰（はやし がほう、元和4年5月29日（1618年7月21日） - 延宝8年5月5日（1680年6月1日））は、江戸時代前期の儒者。林羅山の三男。名は春勝・恕、通称は又三郎、字は子和・之道。号は春斎・鵞峰・向陽軒など。

## 来歴
京都出身。那波活所に漢学を、松永貞徳に和学を学ぶ。その後、父羅山同様江戸に赴き江戸幕府に仕えた。寛永11年（1634年）徳川家光に拝謁して幕政に参与する。父羅山の死後の明暦3年（1657年）林家を継ぐ。寛文3年（1663年）、4代将軍徳川家綱に五経を講義して弘文院学士号を与えられ、訴訟関係・幕府外交の機密にあずかった。儒学の学説の面では大きな功績を残さなかったが、林家の私塾を教科や教育課程の整備をすることで、幕府公認の学校（のちの昌平坂学問所）へと昇格させた意義は大きい。寛文5年（1665年）に『本朝一人一首』を編み、上代期から天正期まで約300名の日本漢詩の詩評と小伝を著している。
日本史に通じ、父羅山とともに『日本王代一覧』『本朝通鑑』（『本朝編年録』）『寛永諸家系図伝』など、幕府の初期における編纂事業を主導し、近世の歴史学に大きな影響を与えた。多方面な関心をいだいて博学広才ぶりを発揮した父羅山にくらべ、鵞峯は、『本朝通鑑』や『日本王代一覧』などにおいて「日本」の国柄がどのようなものであったかを追究し、幕府政治の正統性や妥当性がどうあればいいかについて、その支配イデオロギー形成の端緒を開いたとも評される。
王朝変動期の唐船風説書集成を『華夷変態』と名付けて編纂した鵞峰は、延宝二年（1674年）の序文で、「頃間、呉（呉三桂）・鄭（鄭成功の子、鄭経）各省に檄し、恢復の挙あり、その勝敗知るべからず」と同時代の三藩の乱の覇権争いに触れたうえで、「もしそれ夷の華に変ずるの態を為すこと有るときは則ち、たとひ方域を異にすともまた快らずや」と、夷狄である満洲人が中華となるような事態の招来を、愉快であると評した。
寛永20年（1643年）の著書『日本国事跡考』のなかで「松島、此島之外有小島若干、殆如盆池月波之景、境致之佳、與丹後天橋立、安藝嚴島爲三處奇觀」（松島、この島の外に小島若干あり、ほとんど盆池月波の景の如し、境致の佳なる、丹後天橋立・安芸厳島と三処の奇観となす）と記し、これが現在の「日本三景」の由来となった。2006年（平成16年）、鵞峰の誕生日にちなみ、7月21日が「日本三景の日」と制定された。墓所は新宿区林家墓所。

## 家族
父林羅山は幕府草創期の儒者として著名である。長兄・次兄は夭逝し、三男春勝が鵞峰として羅山の後を継いだ。子の信篤は林家3代を継ぎ、林鳳岡と号した。
弟守勝は読耕斎（とくこうさい）と号し、やはり幕府に召し抱えられた。読耕斎の子孫の家を「第二林家」と呼ぶ（林家の項目参照）。